# SN 2006dc
SN 2006dc – supernowa typu IIn odkryta 18 czerwca 2006 roku w galaktyce IC4596. W momencie odkrycia miała maksymalną jasność 17,80m.